# Анабель (лялька)

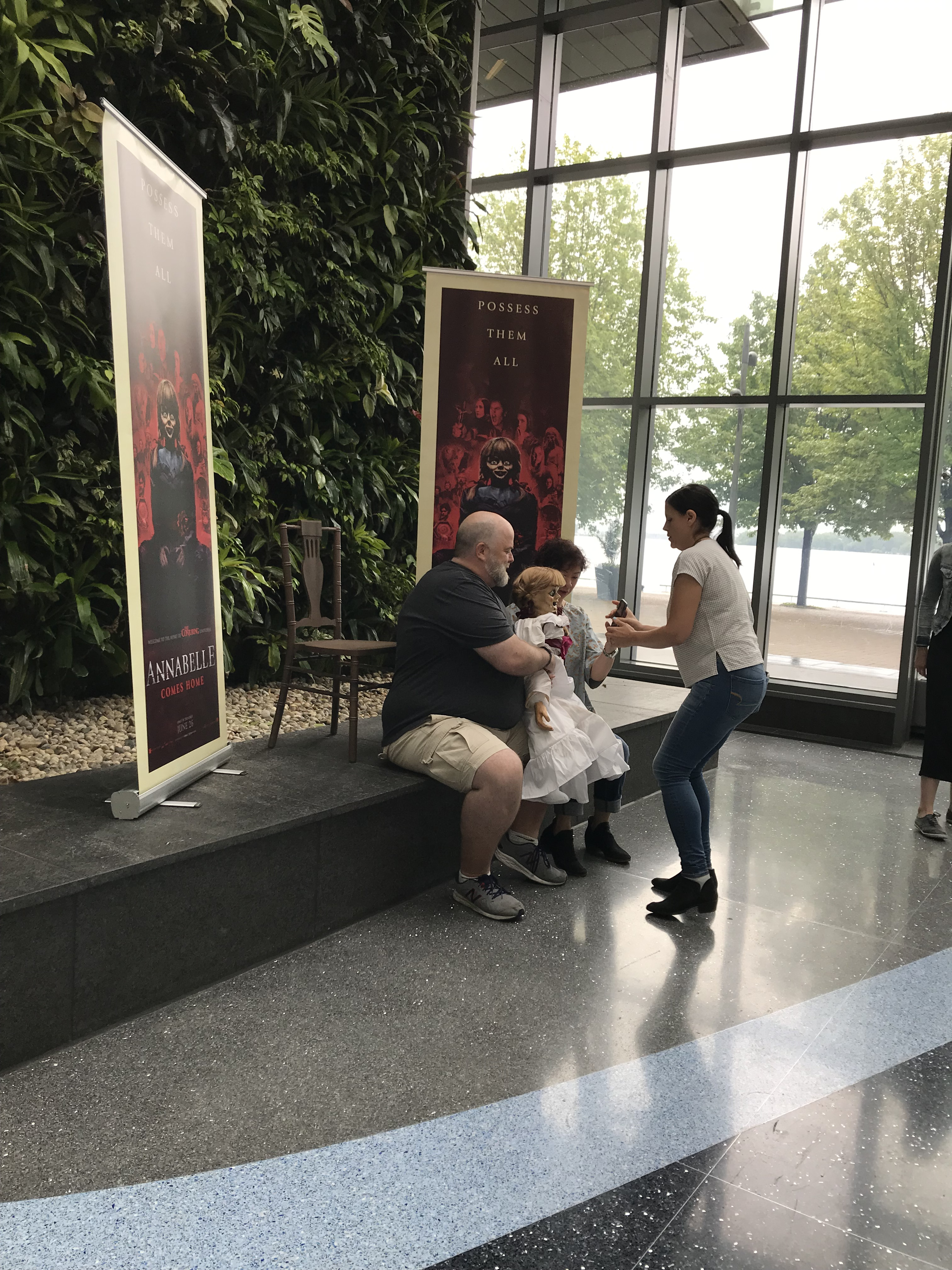
Лялька Анабель, реквізит фільму 2019 року «Анабель 3»

Анабель (англ. Annabelle) — шматяна лялька, персонаж популярної міської легенди, яка свідчить, що лялька була одержима духом або демоном. Її історія лягла в основу картин «Анабель», «Анабель: Створення», «Анабель 3», «Закляття», «Закляття 2: Енфілдська справа» і «Закляття 3: За велінням диявола».

## Легенда
У 1970-х роках ляльку подарувала студентці Донні її мати на 28-річчя. Вона була придбана в секонд-хендовому магазині так званих «ганчіркових Енні». Незабаром сусідка Донни Енджі (за іншою версією — сама Донна) нібито помітила, що діється щось дивне: в кімнаті самі собою відкриваються і закриваються вікна і двері, лялька сама переміщається з місця на місце, міняє пози свого «тіла», ширяє в повітрі, а одного разу на ляльковій сукні мимовільно з'явилися криваві плями. Дівчата знаходили записки з проханнями про допомогу. Спочатку вони розглядали це як чийсь студентський жарт, але згодом вирішили, що лялька була одержима своєю покійною колишньою господаркою, семирічною дівчинкою Анабель Хіггінс (про неї розповів дівчатам медіум), ім'ям якої вона була названа. (Згідно з іншою версією, Анабель Хіггінс не була власницею ляльки, а, за повідомленням медіума, померла у віці 7 років на тому місці, де багато років тому побудували гуртожиток, в якому жили Донна і Енжі, і після смерті Анабель її дух влаштувався там.) Після того, як лялька напала на друга Донни та Енджі Ло, ними для вигнання духу були запрошені відомі дослідники паранормальних явищ Ед і Лоррейн Воррен. Вони, своєю чергою, прийшли до висновку, що лялька одержима демоном, і звернулися до священника для проведення екзорцизму.

### Критика і викриття
Скептично налаштовані журналісти і дослідники нібито розслідуваних сім'єю Ворренів повідомлень про паранормальні явища, в тому числі про ляльку Анабель, звинувачують Ворренів у шахрайстві з метою залучити відвідувачів у свій музей і отримання гонорарів від кінопродюсерів, що залучають Лоррейн Воррен в якості консультанта при виробництві фільмів, що екранізують нібито зібрані Ворренами історії.
Збирач страшилок — письменник Рей Гартон, при особистій зустрічі з родиною Ворренів, заявив, що ті мають розлади психіки.

## Експонат музею
Після того як нібито відбулися описані в легенді події, Воррени забрали ляльку до свого музею, знаного як «Музей окультизму Ворренів», де її виставлено як один з експонатів. Лялька у вітрині захищена від контактів, поруч встановлена табличка «УВАГА: відкривати категорично забороняється» (англ. WARNING: Positively Do Not Open). Воррени стверджували, що лялька продовжує проявляти паранормальну активність.